# L'Olivereta

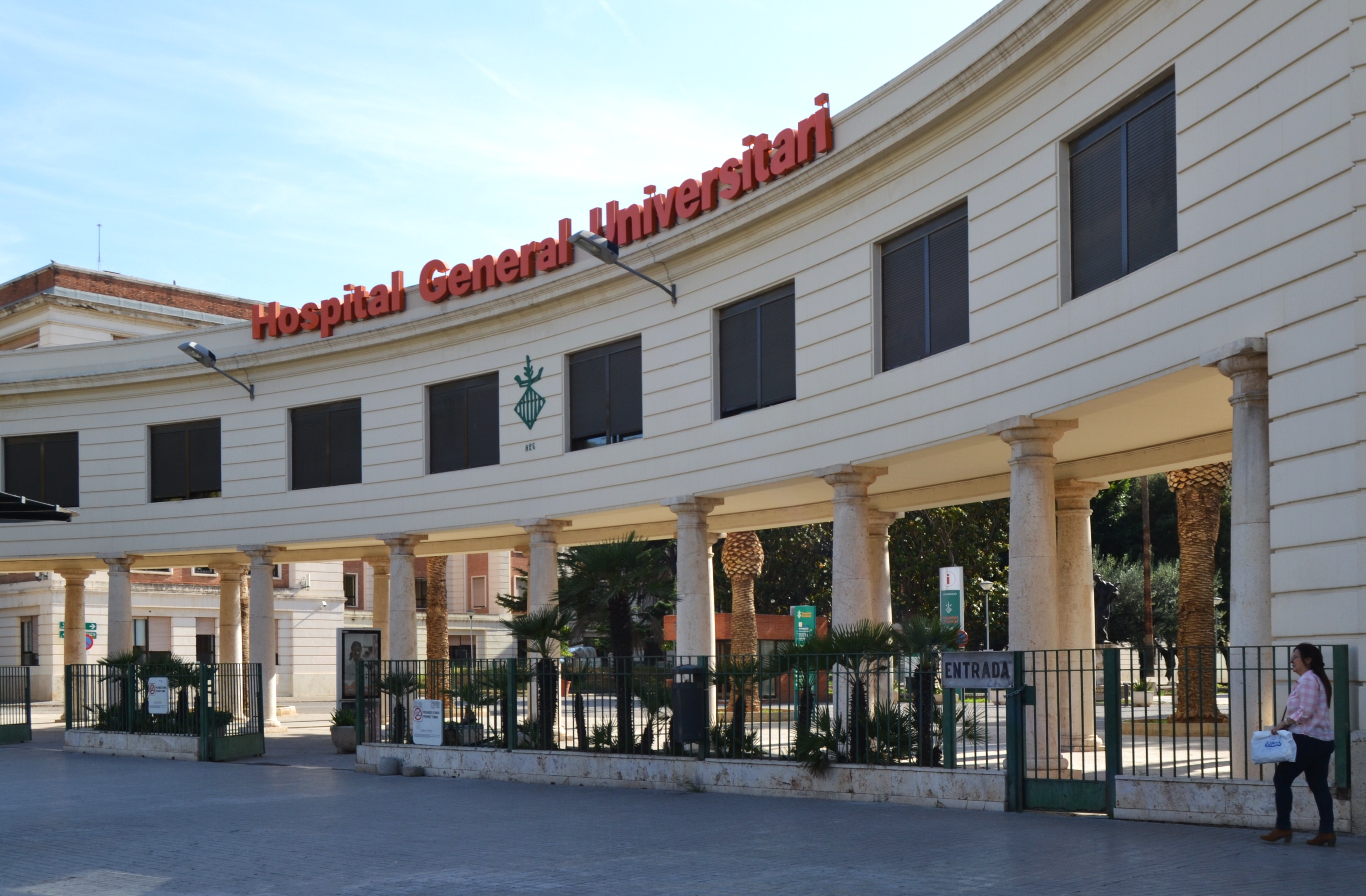
Hospital General Universitari

L'Olivereta és el districte seté de la ciutat de València, a la comarca homònima del País Valencià. El districte, localitzat a la part més occidental de la ciutat, està formar pels barris de Nou Moles, Soternes, Tres Forques, La Fontsanta i La Llum. El barri més populós i amb més superfície és Nou Moles.
Al districte s'hi troben importants instal·lacions de la ciutat de València com la Complex Administratiu 9 d'octubre (Nou Moles), l'Hospital General Universitari de València (La Fontsanta) o el quarter principal de la Policia Local de València (Tres Forques).

## Geografia
El districte de L'Olivereta es troba localitzat a l'extrem occidental de la ciutat de València. El districte, fita cap a l'oest amb els municipis de Mislata i Xirivella. Deixa al sud l'avinguda de Tres Forques i el districte de Patraix i al nord el Jardí del Túria i el districte de Campanar. Fa el mateix a l'est amb l'avinguda de Benito Pérez Galdós, on té la fita amb el districte d'Extramurs.

### Barris
L'Olivereta conté cinc barris, numerats per un ordre oficial de l'Ajuntament de València. Els barris amb la seua població, superfície i densitat són els següents:
| |          |          |          |
| \| Municipi \| Població \| Extensió \| Densitat \| \| ------------------ \| -------- \| -------- \| -------- \| \| Nou Moles (7.1) \| 26.300 \| 0,739 \| 3.554 \| \| Soternes (7.2) \| 4.963 \| 0,225 \| 2.216 \| \| Tres Forques (7.3) \| 9.302 \| 0,527 \| 1.765 \| \| La Fontsanta (7.4) \| 3.562 \| 0,332 \| 1.103 \| \| La Llum (7.5) \| 5.123 \| 0,187 \| 2.927 \| \| Total \| 49.250 \| 2,009 \| 24.761 \| |          |          |          |
| Municipi | Població | Extensió | Densitat |
| Nou Moles (7.1) | 26.300   | 0,739    | 3.554    |
| Soternes (7.2) | 4.963    | 0,225    | 2.216    |
| Tres Forques (7.3) | 9.302    | 0,527    | 1.765    |
| La Fontsanta (7.4) | 3.562    | 0,332    | 1.103    |
| La Llum (7.5) | 5.123    | 0,187    | 2.927    |
| Total | 49.250   | 2,009    | 24.761   |

## Demografia
| Població | 3.934 | 5.430 | 4.670 | 4.700 | 5.170 | 4.963 | - |

## Transport

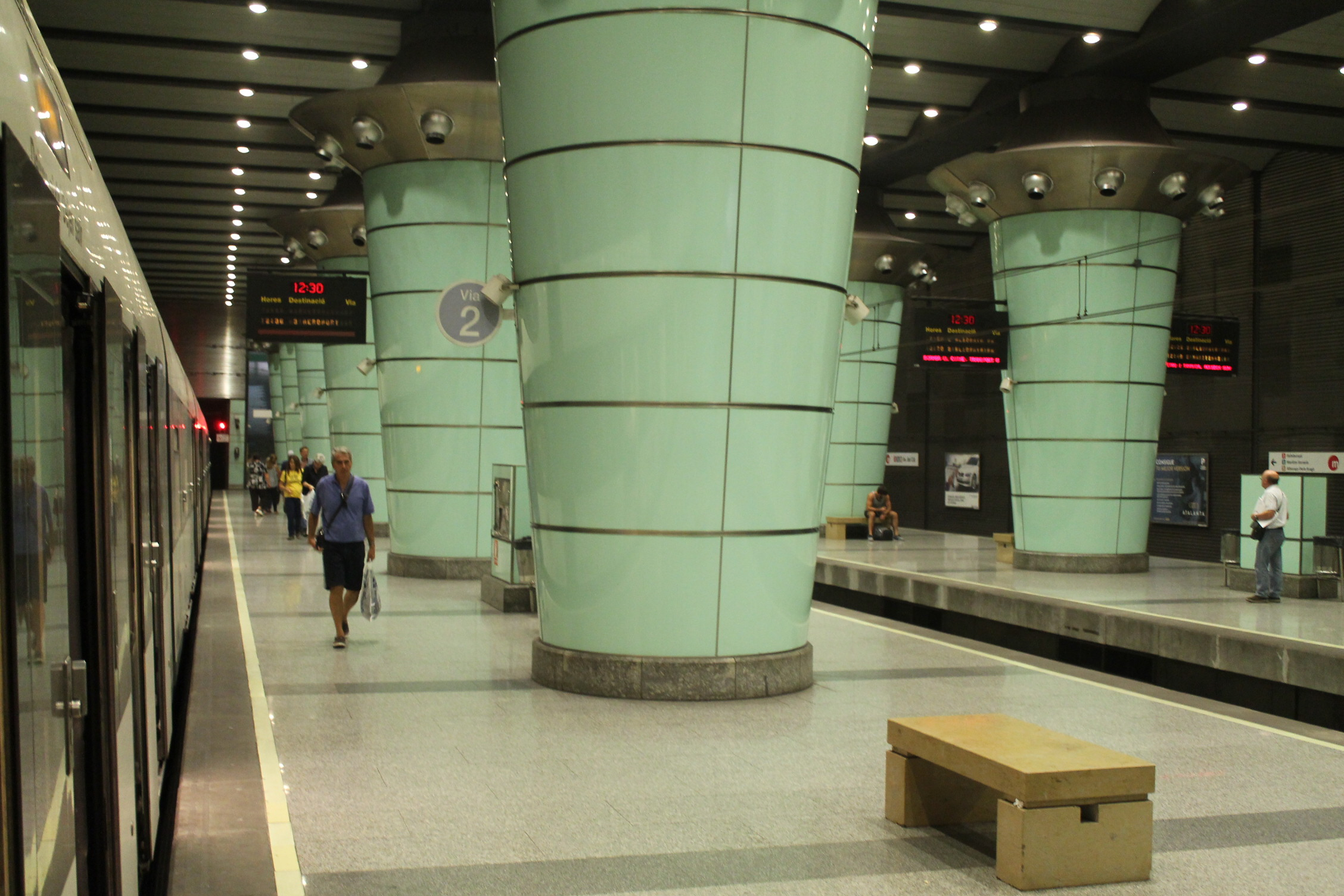
Estació d'Avinguda del Cid

- Empresa Municipal de Transports de València (EMT)
  - Línies:
- Ferrocarrils de la Generalitat Valenciana (FGV)